# Hypena monikae
Hypena monikae är en fjärilsart som beskrevs av Martin Lödl 1994. Hypena monikae ingår i släktet Hypena och familjen nattflyn. Inga underarter finns listade i Catalogue of Life.